# Championnat du Pérou de football 2012
Navigation
Édition précédente Édition suivante
Le Championnat du Pérou de football 2012 est la 84e édition du championnat du Pérou. Elle débute le 18 février et se termine le 9 décembre. Seize clubs participent au tournoi de cette saison.
C'est le Sporting Cristal qui remporte la compétition après avoir battu le surprenant Real Garcilaso, club promu de deuxième division, lors de la finale nationale. C'est le seizième titre de champion du Pérou de l'histoire du club.

## Règlement du championnat 2012
Le règlement 2012 est beaucoup plus proche de celui du championnat 2010 que de celui de l'année précédente.
Comme en 2010, le championnat retrouve un déroulement en trois phases. Lors de la première, les seize équipes se rencontrent toutes en matchs aller-retour. À l'issue de cette phase régulière, les clubs sont réparties en deux groupes. Lors de la troisième phase, les vainqueurs des deux poules se disputent le titre.
Le vainqueur de la première phase est qualifié pour la Copa Libertadores 2013. Après avoir terminé les trente matchs de la phase régulière, les équipes sont réparties dans deux groupes de huit. Les clubs sont appariés (le 1er de la phase régulière avec le 2e, le 3e avec le 4e et ainsi de suite). Huit tirages au sort désignent qui de chaque paire est versé en Liguilla A ou en Liguilla B, indépendamment du nombre de points obtenu, dans la première partie du championnat.
Au deuxième tour, les points accumulés lors de la première phase sont conservés. Les vainqueurs de chacun des groupes sont qualifiés pour la Copa Libertadores 2013 et disputent le titre en deux matchs (aller et retour). Les quatre équipes suivantes, à l'addition de points obtenus lors des deux phases, se qualifient pour la Copa Sudamericana 2013. Si le vainqueur de la première phase fait partie des finalistes du championnat, le troisième, à l'accumulation de points, dispute également la Copa Libertadores et le septième obtient le quatrième coupon pour la Copa Sudamericana. Initialement récompensant le vainqueur de la Copa Inca, ce dernier ticket est réattribué à l'annulation de celle-ci.
La même méthode est appliquée pour déterminer les deux clubs qui sont relégués en 2e division. Les deux équipes ayant le moins de points, à l'issue des deux premières phases, descendent à l'échelon inférieur.

## Les 16 clubs participants
Le championnat de 1re division est disputé par seize clubs. Deux clubs ont été rétrogradés à l'issue du championnat 2011 et ont été remplacés par le champion de 2e division, José Gálvez et par le vainqueur de la Copa Perú, le Real Garcilaso.
| \| Lima: · Alianza Lima · Sporting Cristal · Universidad San Martin · Universitario de Deportes Lima Cienciano del Cusco Real Garcilaso Cobresol Sport Boys Inti Gas FBC Melgar José Galvez FBC Juan Aurich León de Huánuco Sport Huancayo Universidad César Vallejo Unión Comercio \| Localisation des clubs engagés dans le championnat. |
| Lima: · Alianza Lima · Sporting Cristal · Universidad San Martin · Universitario de Deportes Lima Cienciano del Cusco Real Garcilaso Cobresol Sport Boys Inti Gas FBC Melgar José Galvez FBC Juan Aurich León de Huánuco Sport Huancayo Universidad César Vallejo Unión Comercio                                                           |

| Club                      | Ville    | Stade                          | Capacité | Pelouse      |
| ------------------------- | -------- | ------------------------------ | -------- | ------------ |
| Alianza Lima              | Lima     | Estadio Alejandro Villanueva   | 35 000   | Naturelle    |
| Cienciano del Cusco       | Cuzco    | Estadio Garcilaso de la Vega   | 42 056   | Naturelle    |
| Cobresol FBC              | Moquegua | Estadio 25 de noviembre        | 21 000   | Naturelle    |
| FBC Melgar                | Arequipa | Estadio Monumental de la UNSA  | 45 000   | Naturelle    |
| Inti Gas                  | Ayacucho | Estadio Ciudad de Cumaná       | 15 000   | Naturelle    |
| José Gálvez               | Chimbote | Estadio Manuel Rivera Sánchez  | 25 000   | Artificielle |
| Juan Aurich               | Chiclayo | Estadio Elías Aguirre          | 25 000   | Artificielle |
| León de Huánuco           | Huánuco  | Estadio Heraclio Tapia         | 20 000   | Naturelle    |
| Real Garcilaso            | Cuzco    | Estadio Garcilaso de la Vega   | 42 056   | Naturelle    |
| Sport Boys                | Callao   | Estadio Miguel Grau            | 18 000   | Naturelle    |
| Sport Huancayo            | Huancayo | Estadio Huancayo               | 20 000   | Naturelle    |
| Sporting Cristal          | Lima     | Estadio San Martín de Porres   | 18 000   | Naturelle    |
| Unión Comercio            | Tarapoto | Estadio Carlos Vidaurre García | 7 000    | Naturelle    |
| Universidad César Vallejo | Trujillo | Estadio Mansiche               | 25 000   | Artificielle |
| Universidad San Martín    | Lima     | Estadio San Martín de Porres   | 18 000   | Naturelle    |
| Universitario de Deportes | Lima     | Estadio Monumental "U"         | 80 093   | Naturelle    |

## Compétition

### Première phase
Classement officiel :
| Rang | Équipe                    | Pts | J  | G  | N  | P  | Bp | Bc | Diff |
| ---- | ------------------------- | --- | -- | -- | -- | -- | -- | -- | ---- |
| 1    | Sporting Cristal          | 58  | 30 | 17 | 7  | 6  | 62 | 30 | +32  |
| 2    | Real GarcilasoP           | 57  | 30 | 16 | 9  | 5  | 38 | 21 | +17  |
| 3    | Universidad César Vallejo | 55  | 30 | 16 | 7  | 7  | 44 | 27 | +17  |
| 4    | Inti Gas                  | 45  | 30 | 13 | 6  | 11 | 32 | 29 | +3   |
| 5    | Juan AurichT              | 45  | 30 | 13 | 6  | 11 | 37 | 39 | -2   |
| 6    | José Gálvez FBCP          | 45  | 30 | 12 | 9  | 9  | 30 | 34 | -4   |
| 7    | Universitario             | 42  | 30 | 11 | 10 | 9  | 40 | 37 | +3   |
| 8    | FBC Melgar                | 41  | 30 | 11 | 8  | 11 | 35 | 34 | +1   |
| 9    | León de Huánuco           | 40  | 30 | 10 | 10 | 10 | 42 | 32 | +10  |
| 10   | Sport Huancayo            | 40  | 30 | 11 | 7  | 12 | 34 | 38 | -4   |
| 11   | Universidad San Martín    | 38  | 30 | 10 | 8  | 12 | 33 | 38 | -5   |
| 12   | Unión Comercio            | 38  | 30 | 11 | 5  | 14 | 37 | 43 | -6   |
| 13   | Alianza Lima              | 34  | 30 | 9  | 11 | 10 | 31 | 36 | -5   |
| 14   | Cienciano del Cusco       | 34  | 30 | 10 | 4  | 16 | 37 | 46 | -9   |
| 15   | Sport Boys                | 26  | 30 | 5  | 11 | 14 | 25 | 40 | -15  |
| 16   | Cobresol FBC              | 11  | 30 | 3  | 6  | 21 | 22 | 56 | -34  |

| Résultats (▼dom., ►ext.)  | ALI | CIE | COB | MEL | IGD | JGA | JAU | LHU | RGA | SBA | CRI | SHU | UCO | UCV | USM | UNI |
| Alianza Lima              |     | 2-1 | 2-2 | 0-0 | 1-1 | 0-0 | 0-3 | 2-2 | 2-0 | 2-1 | 1-1 | 3-1 | 3-2 | 2-0 | 1-1 | 1-0 |
| Cienciano del Cusco       | 3-2 |     | 4-0 | 2-0 | 1-2 | 3-1 | 0-1 | 2-3 | 2-0 | 2-1 | 2-1 | 2-2 | 0-0 | 2-0 | 2-0 | 2-3 |
| Cobresol FBC              | 1-0 | 0-2 |     | 0-2 | 1-2 | 1-1 | 2-2 | 1-1 | 1-1 | 0-1 | 1-0 | 0-2 | 0-3 | 0-2 | 1-2 | 1-1 |
| FBC Melgar                | 3-0 | 3-0 | 2-1 |     | 1-0 | 2-1 | 1-1 | 1-0 | 0-0 | 1-1 | 1-2 | 1-0 | 3-0 | 0-2 | 3-0 | 3-1 |
| Inti Gas                  | 3-0 | 1-0 | 2-1 | 2-1 |     | 1-0 | 2-0 | 1-0 | 2-2 | 4-1 | 2-1 | 0-0 | 0-0 | 0-2 | 2-1 | 1-0 |
| José Gálvez FBC           | 0-2 | 2-0 | 2-1 | 0-0 | 1-0 |     | 3-1 | 1-0 | 2-2 | 1-1 | 0-2 | 1-0 | 2-1 | 0-1 | 1-1 | 1-1 |
| Juan Aurich               | 1-0 | 3-0 | 1-2 | 3-1 | 2-1 | 1-2 |     | 1-0 | 0-0 | 2-1 | 1-0 | 3-0 | 2-2 | 2-1 | 0-0 | 1-0 |
| León de Huánuco           | 0-0 | 4-1 | 3-0 | 1-1 | 1-0 | 0-0 | 3-2 |     | 2-2 | 2-0 | 2-3 | 1-0 | 7-1 | 1-1 | 2-2 | 0-0 |
| Real Garcilaso            | 2-1 | 1-0 | 2-0 | 2-0 | 1-0 | 3-0 | 1-0 | 1-0 |     | 1-1 | 3-0 | 2-0 | 1-0 | 1-0 | 3-0 | 2-1 |
| Sport Boys                | 0-1 | 1-1 | 1-0 | 1-1 | 0-0 | 0-1 | 0-1 | 0-0 | 0-0 |     | 0-5 | 2-0 | 0-1 | 3-0 | 0-1 | 1-1 |
| Sporting Cristal          | 1-1 | 4-0 | 2-1 | 3-1 | 2-0 | 4-0 | 5-1 | 1-0 | 3-0 | 3-1 |     | 2-2 | 2-0 | 2-2 | 4-1 | 1-1 |
| Sport Huancayo            | 3-1 | 2-0 | 3-0 | 1-0 | 2-2 | 0-1 | 1-0 | 2-1 | 0-2 | 1-2 | 1-1 |     | 2-1 | 2-0 | 2-1 | 1-1 |
| Unión Comercio            | 0-0 | 2-0 | 2-1 | 3-2 | 1-0 | 0-3 | 3-0 | 2-3 | 0-1 | 2-1 | 1-1 | 2-0 |     | 0-1 | 2-0 | 2-3 |
| Universidad César Vallejo | 2-0 | 1-0 | 3-1 | 4-1 | 1-0 | 4-0 | 0-0 | 2-1 | 2-1 | 2-2 | 2-3 | 1-1 | 3-1 |     | 2-0 | 2-0 |
| Universidad San Martín    | 0-0 | 3-2 | 2-0 | 0-0 | 2-0 | 2-3 | 5-1 | 0-1 | 0-0 | 3-1 | 2-1 | 1-2 | 1-0 | 0-0 |     | 0-1 |
| Universitario             | 2-1 | 1-1 | 3-2 | 3-0 | 3-1 | 0-0 | 3-1 | 2-1 | 2-1 | 1-1 | 0-2 | 3-1 | 1-3 | 1-1 | 1-2 |     |

### Seconde phase

#### Groupe A
Classement officiel.
| Rang | Équipe                 | Pts | J  | G  | N  | P  | Bp | Bc | Diff |
| ---- | ---------------------- | --- | -- | -- | -- | -- | -- | -- | ---- |
| 1    | Sporting Cristal       | 86  | 44 | 25 | 11 | 8  | 93 | 44 | +49  |
| 2    | Sport Huancayo         | 63  | 44 | 18 | 9  | 17 | 52 | 51 | +1   |
| 3    | Inti Gas               | 62  | 44 | 17 | 11 | 16 | 43 | 45 | -2   |
| 4    | Universidad San Martín | 61  | 44 | 16 | 12 | 16 | 49 | 52 | -3   |
| 5    | José Gálvez FBC        | 61  | 44 | 17 | 10 | 17 | 48 | 54 | -6   |
| 6    | Cienciano del Cusco    | 57  | 44 | 16 | 9  | 19 | 58 | 59 | -1   |
| 7    | Universitario          | 57  | 44 | 15 | 13 | 16 | 52 | 58 | -6   |
| 8    | Cobresol FBC           | 22  | 44 | 6  | 8  | 30 | 33 | 82 | -49  |

| Résultats (▼dom., ►ext.) | CIE | COB | IGD | JGA | CRI | SHU | USM | UNI |
| Cienciano del Cusco      |     | 2-0 | 0-0 | 2-0 | 1-2 | 1-1 | 2-2 | 3-0 |
| Cobresol FBC             | 1-2 |     | 0-0 | 1-0 | 0-2 | 4-0 | 1-2 | 3-0 |
| Inti Gas                 | 0-1 | 2-0 |     | 2-1 | 1-1 | 1-3 | 1-0 | 1-0 |
| José Gálvez FBC          | 0-3 | 4-0 | 3-1 |     | 3-1 | 0-1 | 1-2 | 4-0 |
| Sporting Cristal         | 3-3 | 6-0 | 4-0 | 2-0 |     | 1-0 | 3-1 | 1-1 |
| Sport Huancayo           | 2-0 | 1-1 | 2-1 | 2-0 | 3-1 |     | 0-1 | 3-0 |
| Universidad San Martín   | 1-0 | 1-0 | 1-1 | 1-1 | 1-1 | 2-0 |     | 0-1 |
| Universitario            | 1-1 | 4-0 | 0-0 | 3-0 | 0-3 | 0-1 | 2-1 |     |

#### Groupe B
| Rang | Équipe                    | Pts | J  | G  | N  | P  | Bp | Bc | Diff |
| ---- | ------------------------- | --- | -- | -- | -- | -- | -- | -- | ---- |
| 1    | Real Garcilaso            | 82  | 44 | 24 | 10 | 10 | 63 | 35 | +28  |
| 2    | Universidad César Vallejo | 74  | 44 | 21 | 11 | 12 | 57 | 44 | +13  |
| 3    | Juan Aurich               | 71  | 44 | 20 | 9  | 15 | 56 | 54 | +2   |
| 4    | FBC Melgar                | 66  | 44 | 18 | 12 | 14 | 56 | 44 | +12  |
| 5    | Unión Comercio            | 57  | 44 | 16 | 9  | 19 | 51 | 61 | -10  |
| 6    | León de Huánuco           | 54  | 44 | 13 | 15 | 16 | 54 | 47 | +7   |
| 7    | Alianza Lima              | 53  | 44 | 14 | 15 | 15 | 50 | 51 | -1   |
| 8    | Sport Boys                | 32  | 44 | 6  | 16 | 22 | 36 | 70 | -34  |

| Résultats (▼dom., ►ext.)  | ALI | MEL | JAU | LHU | RGA | SBA | UCO | UCV |
| Alianza Lima              |     | 0-0 | 2-1 | 1-2 | 2-0 | 4-0 | 1-1 | 2-2 |
| FBC Melgar                | 2-0 |     | 1-0 | 2-0 | 1-0 | 5-1 | 3-0 | 4-0 |
| Juan Aurich               | 1-0 | 2-0 |     | 1-1 | 3-2 | 1-1 | 2-1 | 3-1 |
| León de Huánuco           | 1-2 | 1-1 | 0-0 |     | 0-2 | 3-0 | 0-0 | 2-0 |
| Real Garcilaso            | 3-0 | 3-0 | 3-1 | 2-1 |     | 3-0 | 3-0 | 1-1 |
| Sport Boys                | 0-4 | 1-1 | 1-2 | 1-1 | 3-1 |     | 1-1 | 1-1 |
| Unión Comercio            | 2-1 | 1-1 | 1-0 | 2-0 | 2-1 | 2-1 |     | 1-2 |
| Universidad César Vallejo | 0-0 | 1-0 | 1-2 | 1-0 | 0-1 | 1-0 | 2-0 |     |

### Finales du Championnat
Sporting Cristal et Real Garcilaso, en remportant respectivement le groupe A et le groupe B de la Liguilla, gagnent le droit de se disputer le titre, à l'issue d'une finale par matchs aller-retour.

| 2 décembre 2012 | Real Garcilaso | 0 – 1   | Sporting Cristal | Estadio Inca Garcilaso de la Vega, Cuzco            |                                                     |
| 13h00           |                | (0 - 1) | 33e Ross         | Spectateurs : 29 139 Arbitrage : Víctor Hugo Rivera | Spectateurs : 29 139 Arbitrage : Víctor Hugo Rivera |
| 13h00           | (Rapport)      |         |                  | Spectateurs : 29 139 Arbitrage : Víctor Hugo Rivera | Spectateurs : 29 139 Arbitrage : Víctor Hugo Rivera |

| 9 décembre 2012 | Sporting Cristal | 1 – 0   | Real Garcilaso | Estadio Nacional, Lima                                |                                                       |
| 15h00           | Ross 24e         | (1 - 0) |                | Spectateurs : 38 660 Arbitrage : Víctor Hugo Carrillo | Spectateurs : 38 660 Arbitrage : Víctor Hugo Carrillo |
| 15h00           | (Rapport)        |         |                | Spectateurs : 38 660 Arbitrage : Víctor Hugo Carrillo | Spectateurs : 38 660 Arbitrage : Víctor Hugo Carrillo |

| Pérou                      |
| Champion                   |
| Sporting Cristal 16e titre |

### Classement cumulé
Ce classement se fait par l'addition des points obtenus, lors de la phase régulière (première phase) et lors de la Liguilla (seconde phase), par les différents clubs. Il permet de déterminer les places pour les compétitions continentales de 2013 et les clubs relégués.
Selon le règlement 2012 du championnat, Sporting Cristal s'est qualifié pour la Copa Libertadores 2013 en remportant la phase régulière. Les deux derniers billets pour cette compétition étant pour les vainqueurs des groupes A et B de la liguilla. Le Sporting Cristal ayant également remporté le groupe A de la seconde phase, la troisième place échoit au club le mieux classé au classement combiné. Les quatre équipes suivantes, à ce classement par accumulation de points, sont qualifiés pour la Copa Sudamericana 2013.
À l'opposé, les deux équipes avec le moins de points, accumulés durant la saison entière, descendent en 2e division.
Le classement officiel :
| Rang | Équipe                    | Pts | J  | G  | N  | P  | Bp | Bc | Diff |
| ---- | ------------------------- | --- | -- | -- | -- | -- | -- | -- | ---- |
| 1    | Sporting Cristal          | 86  | 44 | 25 | 11 | 8  | 93 | 44 | +49  |
| 2    | Real GarcilasoP           | 82  | 44 | 24 | 10 | 10 | 63 | 35 | +28  |
| 3    | Universidad César Vallejo | 74  | 44 | 21 | 11 | 12 | 57 | 44 | +13  |
| 4    | Juan AurichT +2           | 71  | 44 | 20 | 9  | 15 | 56 | 54 | +2   |
| 5    | FBC Melgar                | 66  | 44 | 18 | 12 | 14 | 56 | 44 | +12  |
| 6    | Sport Huancayo            | 63  | 44 | 18 | 9  | 17 | 52 | 51 | +1   |
| 7    | Inti Gas                  | 62  | 44 | 17 | 11 | 16 | 43 | 45 | -2   |
| 8    | Universidad San Martín +1 | 61  | 44 | 16 | 12 | 16 | 49 | 52 | -3   |
| 9    | José Gálvez FBCP          | 61  | 44 | 17 | 10 | 17 | 48 | 54 | -6   |
| 10   | Cienciano del Cusco       | 57  | 44 | 16 | 9  | 19 | 58 | 59 | -1   |
| 11   | Universitario -1          | 57  | 44 | 15 | 13 | 16 | 52 | 58 | -6   |
| 12   | Unión Comercio            | 57  | 44 | 16 | 9  | 19 | 51 | 61 | -10  |
| 13   | León de Huánuco           | 54  | 44 | 13 | 15 | 16 | 54 | 47 | +7   |
| 14   | Alianza Lima -4           | 53  | 44 | 14 | 15 | 15 | 50 | 51 | -1   |
| 15   | Sport Boys -2             | 32  | 44 | 6  | 16 | 22 | 36 | 70 | -34  |
| 16   | Cobresol FBC -4           | 22  | 44 | 6  | 8  | 30 | 33 | 82 | -49  |

|  | Qualification pour la Copa Libertadores 2013                   |
|  | Qualification pour le tour préliminaire Copa Libertadores 2013 |
|  | Qualification pour la Copa Sudamericana 2013                   |
|  | Relégation directe en Segunda División                         |
|  | T : Tenant du titre P : Promus                                 |

## Bilan de la saison
| Championnat du Pérou de football 2012 |                                               |
| Champion                              | Sporting Cristal (16e titre)                  |
| Qualifications continentales          |                                               |
| Copa Libertadores 2013                | Sporting Cristal                              |
| Copa Libertadores 2013                | Real Garcilaso                                |
| Copa Libertadores 2013                | Universidad César Vallejo (tour préliminaire) |
| Copa Sudamericana 2013                | Juan Aurich                                   |
| Copa Sudamericana 2013                | FBC Melgar                                    |
| Copa Sudamericana 2013                | Sport Huancayo                                |
| Copa Sudamericana 2013                | Inti Gas                                      |
| Promotions et relégations             |                                               |
| Promus en Primera División            | Pacífico FC                                   |
| Promus en Primera División            | Universidad Técnica de Cajamarca              |
| Relégués en Segunda División          | Sport Boys                                    |
| Relégués en Segunda División          | Cobresol FBC                                  |